# Bombshell (DC Comics)
Bombshell (Amy Allen) è un personaggio immaginario, una supereroina dei fumetti pubblicati dalla DC Comics. Comparve per la prima volta in Teen Titans vol. 3 n. 38, e fu creata da Geoff Johns e Tony Daniel.

## Biografia del personaggio
Menzionata per la prima volta in Teen Titans vol. 3 n. 38, fu un membro dei Teen Titans durante l'anno mancante dopo la crisi finale. I suoi poteri sono simili a quelli di Capitan Atomo in quanto fu sottoposta allo stesso esperimento di pelle di metallo aliena di Nathaniel Adam. Prima di ciò, fu reclutata in un'unità militare criminale di operazioni top secret quando venne arrestata per aggressione e scontò un periodo di prigionia. Questo gruppo di nemici fecero dei contratti freelance un'abitudine in aggiunta ai propri progetti personali. Utilizzando lo stesso metallo alieno che comprende la pelle di Capitan Atomo, il gruppo trapiantò il metallo sulla sua pelle umana.
In Teen Titans vol. 3 n. 40, si scoprì che Bombshell era una traditrice tra i Titans, minacciò di uccidere Raven, e attaccò numerosi membri della squadra per recuperare un disco che conteneva l'essenza del Titano deceduto, Jericho, ma fu fermata da Ravager. Al termine del n. 41, i Titans la sconfissero mandando in frantumi la sua pelle. Dato che era questo metallo che copriva la sua pelle che le donava i poteri, perse temporaneamente le proprie abilità.
In Teen Titans n. 43, Cyborg e Miss Martian fecero visita a Bombshell, ora depotenziata, in prigione. Dopo aver rifiutato di rivelare per chi lavorava, Miss Martian procedette a sondare la sua mente. Nel farlo, scoprì l'esistenza dei Titans East, e che Bombshell ne è un membro. Prima di scoprire altre informazioni aggiuntive, Batgirl e Risk irruppero nella cella - ma non salvare la loro ex compagna di squadra. Invece, Batgirl recise la gola di Bombshell con un batarang.
In Teen Titans n. 63 si scoprì che Bombshell era ancora viva. Si venne anche a sapere che fu convinta da suo padre a prendere parte alla procedura piuttosto che scontare una pena detentiva per aggressione. Quando il Progetto: Quantum venne a conoscenza della sua sopravvivenza, cercarono di farla uccidere. Bombshell venne a sapere che era proprio suo padre a capo del progetto, e così si preparò a ucciderlo. Nel n. 64, il padre di Amy dichiarò che la sua adesione ai Titans East, e la sua situazione precaria, erano dovuti a un fattore corrotto dentro il Progetto: Quantum. In questa sollecitazione, Bombshell accettò di essere accolta tra i Titans per qualche tempo. Nel n. 65, si scoprì ce la persona dietro gli attentati alla vita di Amy non era altro che sua madre, il nuovo capo del Progetto: Quantum.
Per di più, in Crisi finale n. 3 si fece nota del fatto che fosse una degli eroi coperti dall'Articolo X, la bozza obbligatoria presentata da Franklin Delano Roosevelt e dalla Justice Society per riunire sotto un'unica squadra ogni metaumano e uomo del mistero non ostile.
In Teen Titans n. 71, il ritorno di Ravager nella squadra causò dei contrasti tra lei e Bombshell, in quanto quest'ultima cercò di incastrare Ravager come traditrice. Le due ebbero un alterco, dove Ravager costrinse Bombshell ad ammettere la sua lealtà alla squadra. Soddisfatta dell'affermazione di Bombshell, Ravager lasciò la squadra.
In Teen Titans n. 84, Bombshell e la sua rivale Aquagirl, furono ingoiate da un demoniaco mostro marino durante una missione per salvare Raven da un essere extradimensionale chiamato Wyld. Nel n. 88, si scoprì che dopo il salvataggio, sia a Bombshell che ad Aquagirl fu chiesto da Wonder Girl di lasciare la squadra, in quanto credeva che avere degli eroi "senza esperienza" nel gruppo fosse troppo pericoloso.
Dopo le sue dimissioni dai Teen Titans, Bombshell comparve in Batgirl n. 23 come una delle giovani eroine che aiutò Batgirl nella sua battaglia contro i Reapers. Insieme ad Aquagirl e ad un ospite degli ex Titans, Bombshell ritornò successivamente in Teen Titans n. 99 per aiutare i Titans durante la loro battaglia contro Superboy-Prime.

## Poteri e abilità
Bombshell ha una pelle fatta di Dilustel, come Capitan Atomo e Major Force, che fu tagliata dal corpo di una forma aliena nota come Scudo d'Argento dopo essere stato catturato dal Progetto Atomo. Questa pelle la rende quasi invulnerabile e le garantisce una massiccia quantità di forza super umana (sufficiente a lanciare una macchina con facilità e ferire Wonder Girl ed altri super esseri moderatamente potenziati con un pugno). Può volare e lanciare raggi energetici. Bombshell può generare onde d'energia in grado di rimescolare le menti altrui, e può controllare la tecnologia alimentata ad elettromangnetismo, come le parti elettroniche di Cyborg.
Le origini di Bombshell sono diverse da quelle di Capitan Atomo e di Major Force in quanto non fu esposta ad un'esplosione nucleare nel corso del quale ottenne la sua copertura in Dilustel; fu coperta con un materiale alieno; così non c'è rischio di una contaminazione nucleare se la sua pelle metallica venisse accidentalmente lacerata: infatti, il danneggiamento della sua copertura di metallo oltre un certo punto tende a depotenziarla temporaneamente.
Teen Titans n. 63 rivelò che il metallo era riuscito a legarsi al suo corpo, così poteva portare con sé una nuova copertura ogni volta che ne avesse avuto bisogno, con tutti i poteri dell'originale.